# Orthaïas
Orthaïas ou Ortaïas (en grec ancien : Ορταιας) est un chef berbère du vie siècle qui joue un rôle important dans les guerres de l'Empire byzantin contre les tribus berbères révoltées. En 535, il s'associe au général byzantin Solomon contre Iaudas, accusé d'avoir conspiré avec Mastigas pour l'expulser ainsi que son peuple de leurs terres ancestrales. Il reçoit de Solomon une grande somme d'argent et est chargé avec Massônas de guider l'armée byzantine, néanmoins, la campagne est finalement un échec, l'armée byzantine manque de vivre et méfiant de la loyauté de ses alliés, préfère se retirer dans la plaine. En 537, il s'unit à la rébellion de l'officier byzantin Stotzas aux côtés d'Iaudas et d'autres chefs berbères. Lors de la bataille de Scalas Veteres, il reste en retrait avec d'autres chefs berbères, et la bataille est perdue par Stotzas.
Une inscription à Arris dans les montagnes de l'Aurès, dans laquelle le chef berbère Masties est loué, semble mentionner Orthaïas, qui est le responsable de sa conception. Les auteurs de Prosopography of the Later Roman Empire interprètent la présence de son nom comme un ajout des Byzantins pour se moquer de lui.

## Référencement